# موميا

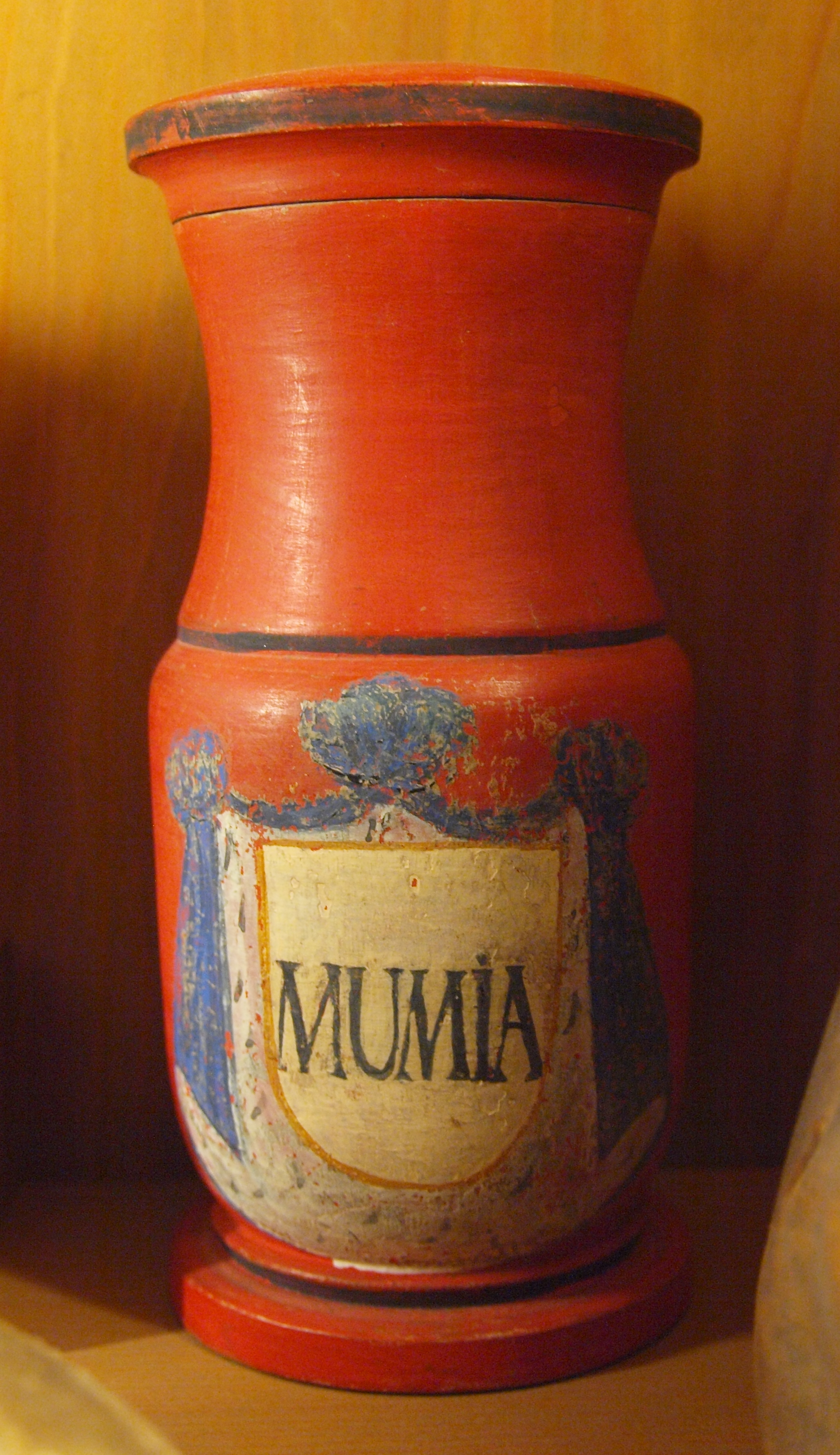
جرة صيدلية من القرن الثامن عشر مكتوب عليها موميا

موميا هي مادة تستخدم كدواء في أوروبا حتى عشرينيات القرن الماضي. كانت تتألف من مومياوات مصرية مطحونة. وتم توزيعها أيضًا من قبل شركات الأدوية المعروفة. بالإضافة إلى ذلك، تم استخدامها أيضًا كصبغة بنية جميلة (مومياء بنية). لم يعد استخدام الموميا مقبولاً اليوم لأسباب أخلاقية.

## تاريخ

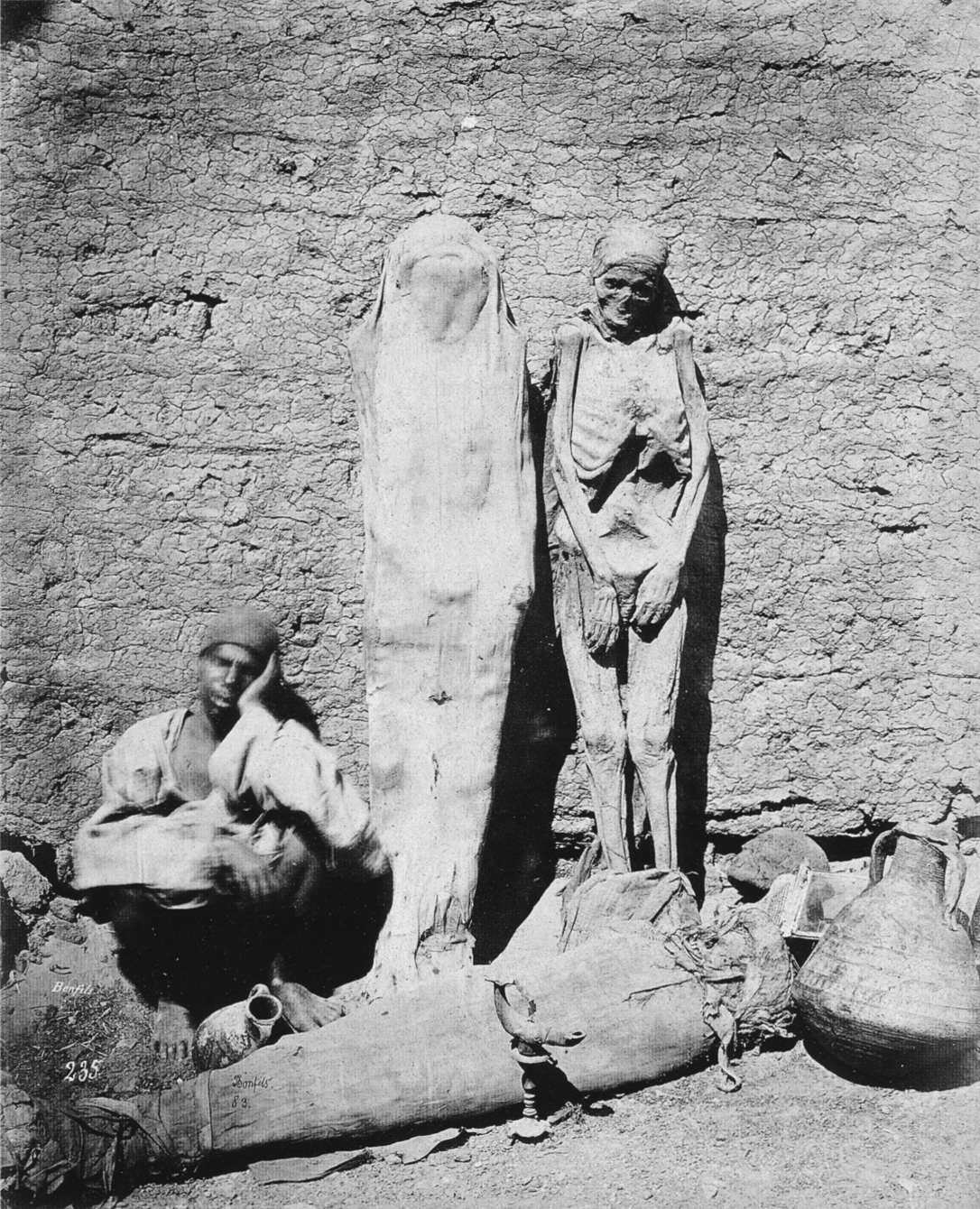
تاجر مومياء مصري (فيليكس بونفيس)

لطالما تم إخراج المومياوات من أماكن حفظها عن طريق سطو قبور في مصر والمناطق المجاورة. بالإضافة إلى «المقابر الملكية»، أي مقابر لكبار الشخصيات ذات المقابر الغنية، تم العثور أيضًا على كميات ضخمة من المدافن البسيطة. كما كان هناك العديد من المومياوات للحيوانات المقدسة عند المصريين، مثل الصقور أو القطط.
من غير المعروف منذ متى تم استخدام هذه المواد كمادة. يقال إن موميا قد استخدمت لأول مرة منذ ألفي عام. من المفترض الآن أنه تم استيرادها إلى أوروبا من القرن الثاني عشر. في البداية، تم الحصول على منتجات التحنيط الشبيهة بالراتنج فقط من المومياوات كدواء. مع نقل اسم مومياوات إلى الجثث المحنطة، ربما تم نقل فكرة تأثير الشفاء من منتجات الحفظ الموجودة في المومياوات إلى الأجساد المحفوظة نفسها. في القرن السادس عشر، حظرت مصر تجارة المومياوات مع أوروبا. لقد أرادوا منع الأوروبيين من أكل أسلاف المصريين - في ذلك الوقت كان لكل صيدلية في أوروبا مومياءها. قامت العديد من المومياوات بدفن المشنوقين والمتوفين حديثًا في رمال الصحراء وحولتهم إلى «مومياوات عتيقة».
جلب علم الآثار المبكر في القرنين الثامن عشر والتاسع عشر المزيد والمزيد من المصريين القدماء المدفونين للضوء وزود السوق برفاتهم البشرية. دخلت موميا إلى التجارة على شكل مسحوق فاتح بلون الشوكولاتة بسعر الجنيه أو الكيلوغرام، أو الرؤوس الكاملة بالقطعة. في عام 1924، تم بيع موميا من قبل شركة ميرك جروب في دارمشتات مقابل 12 ماركًا ذهبيًا للكيلوغرام الواحد. في هذا الوقت، تم نبذ موميا بشكل متزايد في أوروبا. توجد عينات من موميا الطبية التاريخية أيضًا في متحف سينكينبيرج للتاريخ الطبيعي في فرانكفورت.
بالإضافة إلى ذلك، انتشرت جميع أنواع المنتجات المقلدة لموميا. ربما كانت العديد من هذه «المومياوات» من أصل محلي.
اليوم، ينتقد علماء الآثار بشدة أبحاث الموميا. من غير الواضح كيف وإلى أي مدى ينبغي الحكم على الأفكار الدينية عند قدماء المصريين، والتي أدت إلى عبادة المومياوات، وأخذها في الاعتبار. يمكن وصف استخدام أجزاء الجثة بأنه تدنيس خطير، والاستهلاك هو شكل من أشكال أكل لحوم البشر.

## الطب والسحر

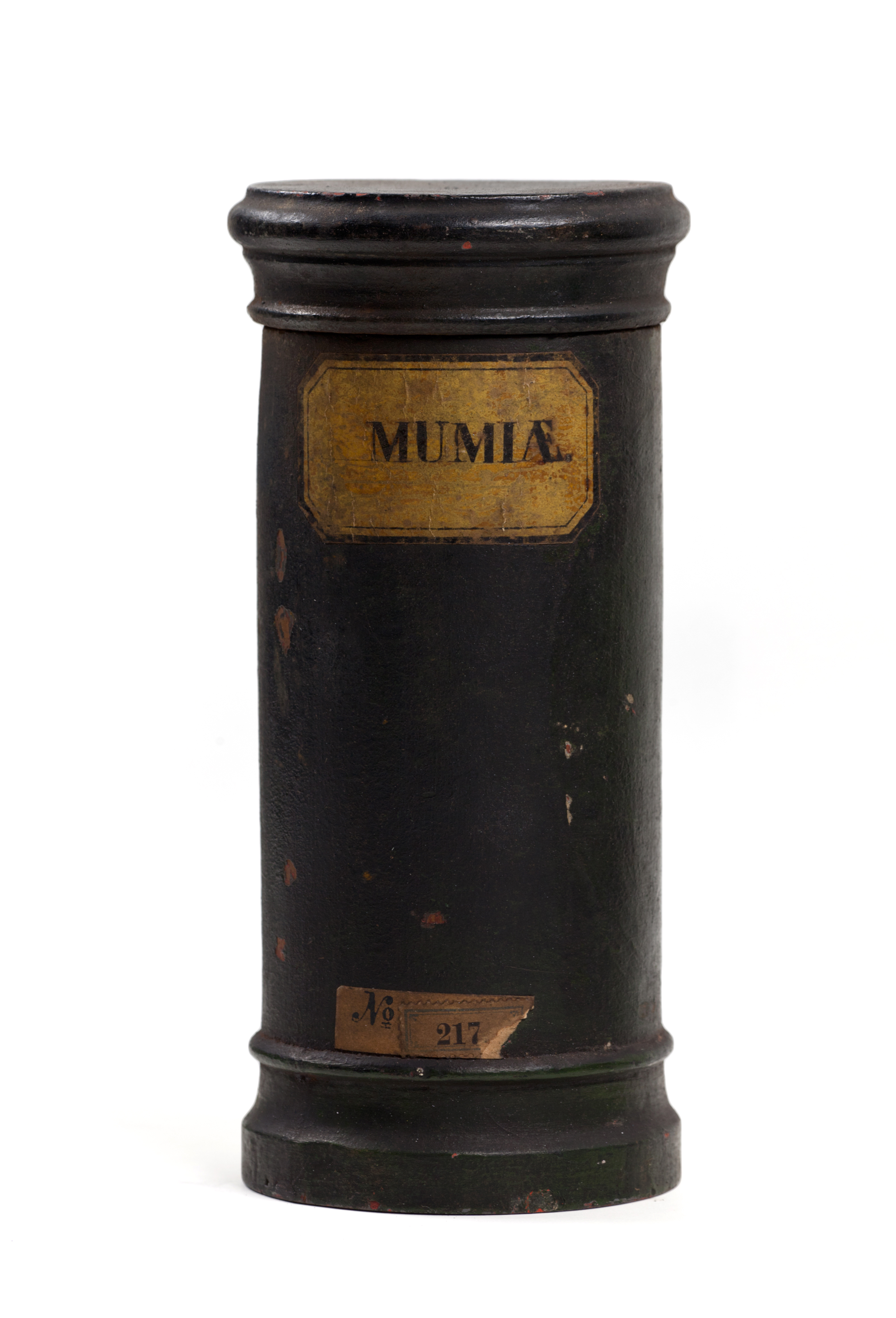
صندوق صيدليات خشبي مكتوب عليه موميا

يُعزى تأثير الشفاء المزعوم إلى القطران المستخدم في التحنيط. هذا القطران كان يسمى موميا ويقال أن له قوى سحرية وشفائية. جرت محاولات لاستخراج مومياوات نادرة من المومياوات. قيل أنه يساعد في علاج كل مرض تقريبًا وكان يُوصف أيضًا بأنه مثير للشهوة الجنسية. تم بلعه أو فركه على الجلد أو وضعه مباشرة على الجرح. ومع ذلك، فإن مدى استخدام القطران فعليًا في التحنيط هو موضع تساؤل اليوم. تم مؤخرا تحديد القار بوضوح. ومع ذلك، فإن المواد العضوية الأخرى مثل راتنجات اللثة والراتنجات يمكن أن تتخذ أيضًا أشكالًا تشبه القطران.
في عام 1574، في أطروحة حول استخدام موميا، يسرد طبيب فرانكفورت يواكيم ستروبى 21 مجالًا للتطبيق والأمراض، بما في ذلك السعال، والتهاب الحلق، والدوخة، والشلل، وآلام القلب، والرعشة، وأمراض الكلى والصداع. كان استخدام المومياوات المصرية المزعومة أو الحقيقية كدواء في الموسوعة الاقتصادية بقلم يوهان جورج كرونيتس.نقرأ في القرن الثامن عشر: «إنه مشهور جدًا بتقسيم الدم المتخثر والتورم، ويقال إنه يعمل ليس فقط بفضل أجزائه القارية والبلسمية، ولكن أيضًا بفضل الملح المتطاير. الصبغة المصنوعة منها لها الخصائص البلسمية للمومياء. يتم إعطاؤهم من 12 إلى 24 قطرة. عند التسوق، يجب أن يرى الصيادلة أنهم يحصلون على قطع كبيرة ذات لحم وليست عظامًا عارية، والتي إذا ألقيت على الجمر، فرائحتها قوية ولكن ليست قاتمة. كلما كانت الرائحة ألطف وأكثر نعومة، زادت قيمة السلعة». في روسيا، كان الكاتب ليو تولستوي هو الرائد في استخدام الموميا تم الترويج له باعتباره «علاجًا يعزز النمو».